# Avicennia tonduzii
Avicennia tonduzii är en akantusväxtart som beskrevs av Harold Norman Moldenke. Avicennia tonduzii ingår i släktet Avicennia och familjen akantusväxter. Inga underarter finns listade i Catalogue of Life.